# Fort Duchesne
Fort Duchesne é uma Região censo-designada localizada no estado norte-americano de Utah, no Condado de Uintah.

## Demografia
Segundo o censo norte-americano de 2000, a sua população era de 621 habitantes.

## Geografia
De acordo com o United States Census Bureau tem uma área de
19,9 km², dos quais 18,2 km² cobertos por terra e 1,7 km² cobertos por água. Fort Duchesne localiza-se a aproximadamente 1545 m acima do nível do mar.

## Localidades na vizinhança
O diagrama seguinte representa as localidades num raio de 20 km ao redor de Fort Duchesne.